# Araneus triguttatus
Araneus triguttatus es una especie de araña del género Araneus, tribu Araneini, familia Araneidae. Fue descrita científicamente por Fabricius en 1775.
Se distribuye por Francia, Alemania, Bélgica, Reino Unido, Suiza, Dinamarca, Suecia, Países Bajos, Austria, España, Portugal, Croacia, Italia, Noruega, 
Bielorrusia, Lituania, Luxemburgo, Rusia, Bulgaria, República Checa, Japón, Rumania y Turquía. La especie se mantiene activa durante todos los meses del año.